# Siège de Valenciennes (1793)
Pour les articles homonymes, voir Siège de Valenciennes.
Première Coalition
Batailles
Le siège de Valenciennes eut lieu entre le 25 mai et 28 juillet 1793, pendant la campagne de Flandre de la guerre de la Première Coalition. La garnison française, commandée par Jean Henri Becays Ferrand, assiégée dans Valenciennes par une partie de l'armée du prince Frédéric Josias de Saxe-Cobourg-Saalfeld, commandée par le duc d'York tombe le 28 juillet.

## Situation
Fin mars 1793, le prince de Cobourg dispose d'une armée de 120 000 hommes positionnés entre la Moselle et la mer et attend un renfort de 30 000 hommes. L'armée impériale autrichienne était réparti en 3 corps; le premier à Namur sous le commandement du général Beaulieu, le second à Luxembourg sous le commandement du général Schroeder et le troisième corps à Trèves sous le commandement du général Blankenstein (de) qui était lié, sur sa gauche, à l'armée du roi de Prusse. Les Anglais débarquèrent, à partir du 20 avril, à Ostende en direction de Tournai tandis que les Hollandais couvraient Lille et la Flandre-Ouest.

Les contingents hollandais et anglais entrèrent en ligne dans la seconde quinzaine d'avril et c'est ainsi que le 1er mai 1793, Valenciennes fut attaquée par une armée combinée, composée de Hanovriens, d'Hollandais, de Hessois et d'Anglais forte d'environ 150 000 hommes.
De leur côté, les Français se réorganisent et les différents corps engagés à l'extérieur des frontières quittent leurs positions et rentrent en France. Le général O'Moran réuni les 12 000 hommes de l'expédition de Hollande au camp de Cassel et le général Lamarlière réuni une division à Lille tandis que le général Dampierre s'était retiré à Bouchain avec son corps pour se réorganiser.
Mi-avril le général Dampierre avait mis des garnisons dans les places fortes de première ligne, 24 000 hommes se tenaient désormais à Bouchain et un renfort de 8 000 hommes, sous le commandement du général Lamarche, arrivait de l'armée des Ardennes et prenaient position dans la forêt de Mormal afin de couvrir Le Quesnoy et Avesnes se tenait sur le flanc droit tandis que le général Lamarlière, formant le flanc gauche, tenait une garnison à Lille et une forte division au camp de La Madeleine.
Dans la seconde quinzaine d'avril le corps stationné à Bouchain fut amené au camp de Famars près de Valenciennes pour contrer l'avance du prince de Cobourg qui s'était positionné à Onnaing et dont l'avant-garde du général Otto (en) s'était emparé de Curgies, Saultain et Saint-Saulve. Le général Clerfayt avait quant à lui quitté Tournai et s'approchait de Saint-Amand après avoir occupé Raismes et Vicogne tandis que le prince de Wurtemberg bloquait Condé et le général Latour campait à Bavay et Bettignies en face de Maubeuge.
Le colonel Mack fit adopter, par le prince de Cobourg, ce plan général des opérations :
« À la fin mai, l'armée active devant compter 90 000 combattants (non compris les 30 000 du prince de Hohenlohe dans le Luxembourg), et ces forces paraissant insuffisantes pour entreprendre et couvrir le siège d'une place aussi importante que Lille, garder les communications de l'armée avec Liège et masquer en même temps Maubeuge et Valenciennes, on débuterait par assiéger cette dernière place. Comme 36 000 hommes devraient suffire à couvrir la Flandre-Ouest et observer en même temps Lille et Maubeuge, il resterait 54 000 hommes pour forcer le camp de Famars, et assiéger Valenciennes.
 Lorsqu'on aurait réduit cette place et celle de Condé on laisserait environ 30 000 hommes devant Lille et on en porterait 60 000 devant Dunkerque pour enlever le camp retranché, réduire cette ville et attaquer ensuite Lille avec plus de sécurité. »

L'attaque générale alliée fut décidée pour le 1er mai. Les armées étaient dans cette position :
- Le corps hollandais, aux ordres du prince d'Orange, gardait l'espace entre la Mer du Nord et la Lys, le gros des troupes se tenant vers Menin.
- Le corps anglais du duc d'York occupe Tournai et Maulde
- Le corps prussien se trouve à Saint-Amand, Lecelles et Maulde
- Le corps Clerfayt campe sur leur gauche entre Vicogne et l'Escaut du côté d'Escautpont
- Le gros de l'armée impériale avait son avant-garde aux ordres du général Benjowsky entre Onnaing et Saint-Saulve. La première ligne, aux ordres du général Ferraris, était établie entre Onnaing et Rombies et la seconde ligne, aux ordres du général Colloredo (en) campait vers Quarouble.
- Les troupes légères du général Otto (en) couvraient le centre sur une ligne entre Saint-Saulve-Estreux et Curgies.
- Le prince de Wurtemberg bloquait Condé.
- Le général Latour campait observait Maubeuge à partir de Bettignies.
- Le prince de Reuss[4] occupait Bavay.
- L'armée impériale autrichienne répartie en 3 corps occupait les positions entre Namur et Trèves.

## Préambule
Le 26 mars, le général Dumouriez commandant en chef de l'armée du Nord ordonne au général Becays Ferrand d'évacuer la ville de Mons pour conduire ses troupes, ainsi que les 6 000 hommes du général Neuilly, à Condé-sur-l'Escaut et à Valenciennes. Le lendemain, après avoir détruit les ponts situés en avant du front de Mons ainsi que ceux de Crespin, de Quiévrain et de Marchipont construit sur la rivière du Honniau, le général Neuilly prenait possession de la place-forte de Condé et le général Becays Ferrand de celle de Valenciennes. Ce dernier fait également occuper les villages de la capitale du Hainaut français jusqu'à Quiévrain.
Le 29 mars, l'ennemi se présente en grande force sur le front de l'Honniau pour y rétablir les ponts. Devant le nombre, les avant-postes français sont contraints de se replier dans Valenciennes.
Le 3 avril, afin de déjouer les intrigues du général Dumouriez, Becays Ferrand envoya à l'ensemble des corps, sous ses ordres, deux proclamations afin de faire connaitre la traitrise du général en chef de l'armée du Nord.
Le 8 avril, la coalition avait bloqué la ville de Condé, s'était emparé du bois de Raismes, de Vicogne et d'Hasnon. Il occupait également les camps de Maulde, de Bruille, la ville de Saint-Amand et les villages de Saint-Saulve, de Préseau, de Trith et de Fontenelle formant ainsi une circonvallation qui enveloppait sur un tiers de la place de Valenciennes.

## Combats du1ermai
Le 1er mai le général Dampierre décide d'attaquer l'armée impériale sur toute la ligne afin de rompre l'encerclement qui ne manquerait pas de se former. En conséquence il forma 4 colonnes :
- La garnison du Quesnoy dirigea 2 000 hommes sur Jenlain.
- Partant du camp de Famars, le général Lamarche, avec la principale colonne formée d'une division de l'armée des Ardennes se porta sur Curgies, Saultain et Estreux avec comme objectif d'attaquer les villages de Jenlain et de Sebourg.
- Le général Dampierre forma deux colonnes qui allèrent couvrir, pour la première, aux ordres du général Rozière, Saint-Saulve et Onnaing par la rive droite de l'Escaut et pour la seconde, aux ordres du général Kilmaine, les bois de Vicogne, Raismes et Saint-Amand.
- Les postes secondaires d'Hasnon et d'Orchies furent enjoints de faire des démonstrations.
- Le général Lamarlière s'avançant de Lille sur Saint-Amand et Maulde.

Ces dispositions et attaques, incohérentes, eurent le résultat qu'elles méritaient :
Si les avant-postes du général Otto (en) se replièrent face à l'avance des troupes françaises, le général Ferrari s'avança, avec la première ligne de l'armée impériale, à la rencontre du général Rozière empêchant ainsi toute progression et l'obligeant, en raison des forces largement supérieures à se replier sur Famars.
Pendant ce temps le général Colloredo (en) apercevant le mouvement du général Lamarche s'avança immédiatement contre lui avec la seconde ligne de l'armée impériale. Les troupes Françaises qui débouchaient des villages de Saultain et de Curgies, y rentrèrent en désordre, à la vue des nombreux escadrons Autrichiens présents à Estreux, et se retirèrent sur les hauteurs de Préseau, et poursuivit par Colloredo, ils repassèrent la Rhonelle et regagnèrent leur camp à Famars.
Le général Ferrari ayant réuni l'avant-garde du général Benjowsky, et encouragé par le succès de la gauche, vers Curgies, ramena les troupes Républicaines dans la place de Valenciennes.
L'attaque du général Kilmaine, sur la rive gauche de l'Escaut n'eut pas de meilleur sort. Après être parvenu à forcer les premiers postes du général Clerfayt à Vicogne et à Raismes, ce général amena des renforts et soutenu par les Prussiens le général français fut contraint de revenir dans sa position à Anzin.
Les garnisons du Quesnoy, de Landrecies et d'Avesnes s'étant réunies sous les ordres du général La Roque arrivèrent à Jenlain, une demi-heure après que la colonne du général Lamarche se fut retirée. Elles engagèrent un combat contre un ennemi supérieur en nombre et se replièrent sur Le Quesnoy.
De son côté le général Lamarlière parti de Lille et de Douai avec 13 000 hommes d'infanterie et 400 cavaliers se contenta d'inquiéter Saint-Amand et de tirailler avec les 4 000 Autrichiens du camp de Maulde.
Sur pression de la Convention nationale un nouveau projet fut mis sur pied par le général Dampierre.

## Combats du 8 mai à Raismes
Le général Dampierre décide d'engager les troupes du général Kilmaine secondées par une division tirées du camp de Famars qui attaqueraient sur deux colonnes les positions des troupes du général Clerfayt.
Lançant plusieurs reconnaissances vers de nouvelles batteries construites par l'ennemi à l'avant-garde d'Anzin, le général Dampierre à la tête de ses troupes, lors de la bataille de Raismes, a une cuisse cassée par un boulet et meurt le lendemain.
Le commandement de l'armée de Valenciennes est alors donnée au général Lamarche qui maintint la première ligne en passant par le camp de Famars, Anzin, Hasnon, Vicogne et Raismes.
Le 1er bataillon des Sections Réunies de la Commune et des Arcis de Paris qui participait à l'attaque subit des pertes sérieuses. Un certain nombre de blessés furent transportés à Valenciennes et fait prisonniers de guerre lors de la reddition.

## Combats du 23 mai à Famars
Le 23 mai au petit matin, les troupes du prince de Cobourg attaquèrent celle du général Lamarche sur la droite du camp de Famars et l'avant-garde d'Anzin.
Les troupes autrichiennes emportèrent dès le premier assaut les redoutes de Famars tandis que les redoutes d'Aulnoy et du mont du bois de Fontenelle ayant été perdu tinrent plusieurs heures ainsi que la plupart des postes d'Anzin. Le feu fut vif de part et d'autre et les pertes furent considérables. 

L'ennemi attaqua, ce jour-là, depuis Ypres jusqu'Orchies. Les armées combinées autrichiennes, anglaises, prussiennes, hanovriennes et hollandaises s'étaient établies sur quatre colonnes, dont la principale, composée d'Autrichiens et commandée par le prince de Cobourg, s'était portée tout entière sur la ligne de Valenciennes. Les pertes françaises dans cette journée furent de 3 000 hommes, tués, blessés ou prisonniers. Par suite, Condé, Valenciennes, le Quesnoy, Maubeuge, en un mot tout le Nord de la France se trouvait à la merci des coalisés.
En fin d'après-midi le général Lamarche entra dans Valenciennes et déclara aux représentants du peuple, Lequinio, Dubois-Bellegarde, Cochon, Courtois, Briez et Dubois-Dubais, vu bilan de la journée qui avait vu la perte des postes de Famars, de Saultain, d'Aulnoy, de Fontenelle, de Saint-Léger, d'Hérin..., il indiqua qu'il ne pouvait pas tenir plus longtemps, avec si peu de troupes, les positions qui lui restaient dans le camp de Famars et dans les postes d'Anzin, de Raismes, d'Aubry et d'Hasnon vu la supériorité numérique de l'ennemi.
Jugeant que la position n'était pas tenable, le général Lamarche décida de replier son armée à Paillencourt, entre Bouchain et Cambrai, en laissant au général Becays Ferrand le soin de défendre la place avec 18 bataillons, divers détachements d'artillerie, de cavalerie, etc.
Immédiatement les 1er bataillon de volontaires de la Côte-d'Or et 1er bataillon de volontaires de la Charente prennent possession de la citadelle tandis que les dragons de la République occupent le quartier des capucins.

## Ordre de bataille français
La garnison était formée de 11 463 hommes dont environ 9 000 baïonnettes.
Du 24 mai au 5 juin, de 2 400 à 3 000 hommes étaient de garde journalière pour tous les postes de la place qui étaient relevés toutes les 12 heures.
État-major (21 personnes)
- Commandant de la place : général Jean Becays Ferrand
- Commissaires de la Convention : Charles Cochon et Philippe Constant Joseph Briez[6]
- Aides-de-camp : Capitaines Lavignette et Moreaux
- Commandant de place : Chef de brigade Mongenot
- Commandant en second de place : Fieffée
- Major de siège : Boussin
- 2 adjudants
- Général de brigade Boillaud
- Général de brigade Beauregard
- Adjudant général Cumel[7]
- 10 aides-de camp et adjoints

Officiers supérieurs d'artillerie du génie (6 personnes)
- Général de division Jean-Baptiste de Caux de Blacquetot
- Lieutenant-colonel David-Alexis de Tholosé, directeur des fortifications
- Lieutenant-colonel Monestier, directeur de l'arsenal
- Capitaine Jean Dembarrère
- Lieutenant Charles Marie Benjamin d'Hautpoul[8] et l'adjoint Renoux

Infanterie
- 29e régiment d'infanterie ci-devant Dauphin sous les ordres du colonel Battin[9] faisant fonction de général de brigade (2 bataillons - 1 000 hommes)
- 73e régiment d'infanterie ci-devant Royal-Comtois sous les ordres du colonel Lebrun (1 bataillon - 500 hommes)
- 87e régiment d'infanterie ci-devant Dillon sous les ordres du chef de bataillon O'Keeffe (1 bataillon - 480 hommes)
- 1er bataillon de volontaires de la Côte-d'Or sous les ordres du chef de bataillon Richon (600 hommes)
- 1er bataillon de volontaires de Loir-et-Cher sous les ordres du chef de bataillon Villemalet (580 hommes)
- 1er bataillon de volontaires de la Nièvre sous les ordres du chef de bataillon Delpech (520 hommes)
- 1er bataillon de volontaires de la Haute-Vienne[10]
- 1er bataillon de volontaires de la Charente sous les ordres du chef de bataillon Léchelle (500 hommes)
- 1er bataillon des grenadiers de Paris (400 hommes)
- 1er bataillon de volontaires de Mayenne-et-Loire sous les ordres du chef de bataillon Delaage (600 hommes)
- 2e bataillon de volontaires de l'Eure sous les ordres du chef de bataillon Lamarre (500 hommes)
- 1er bataillon de volontaires des Deux-Sèvres sous les ordres du chef de bataillon Leféron (470 hommes)
- 1er bataillon de volontaires de la Meurthe sous les ordres du chef de bataillon Gambin (600 hommes)
- 4e bataillon de volontaires des Ardennes sous les ordres du chef de bataillon Bucheret (560 hommes)
- 1er bataillon des grenadiers de la Côte-d'Or sous les ordres du chef de bataillon Lambert (500 hommes)
- 1er bataillon de volontaires des Gravilliers sous les ordres du chef de bataillon Lecomte (460 hommes)
- 1er bataillon de volontaires de la Seine-Inférieure sous les ordres du chef de bataillon Blaquet (600 hommes)
- 2e bataillon permanent de Valenciennes sous les ordres du chef de bataillon Faley (520 hommes)

Cavalerie
Commandée par le chef d'escadron Dugas (400 hommes)
- Détachement du 24e régiment des dragons de la République
- Détachement du 25e régiment des dragons de la République

Artillerie
Elle était sous le commandement du général Tholosé qui avait établi deux chefs en sous-ordres, le chef de bataillon Manceaux et le capitaine Lauriston eux-mêmes secondés par les capitaines Remy, Bloqueret et Georgin (1 100 artilleurs)
- Détachement du 3e régiment d'artillerie (175 hommes)
- Détachement du 6e régiment d'artillerie (175 hommes)
- 4 compagnies formée par des habitants de Valenciennes (250 hommes)
- 1 compagnie formée par les habitants de Douai (60 hommes)
- 8 compagnies de Paris (440 hommes)

Troupes diverses
- 1 compagnie de mineurs sous le commandement du capitaine Fôret[11] (50 hommes)
- 1 compagnie de pompiers sous le commandement de Jean-Claude-Alexis-Joseph Perdry ancien membre de la Constituante (200 hommes)
- Grenadiers, pionniers et gardes sédentaires de Valenciennes.

L'ordre de bataille des troupes alliées est visible en ligne

## Le combat de Marly
Le 24 mai le général Ferrand ordonna l'inondation supérieure de Valenciennes par la fermeture des écluses de Gros-Jean, de Repentie et de la porte Notre-Dame.
Le 25 mai le duc d'York envoya un trompette dans Valenciennes, porteur d'une sommation : celle de rendre le faubourg et position avancée de Marly qui était commandé par Beauregard, nommé général depuis 2 jours, et du capitaine du génie Jean Dembarrère, qui refusèrent de se rendre.
Le dimanche 26 mai les troupes du général Ferrari, appuyées par 80 canons, débouchèrent de Saultain en trois colonnes et attaquèrent simultanément Marly sur tous ses points. La seule batterie française du point d'appui fit un feu roulant et causa du ravage dans les rangs ennemis. Après 3 heures de combats, 2 batteries de campagne furent par la suite mise en place aux avancées de la porte de Cardon. Après 3 heures de combats, le colonel Lebrun, du 73e, s'aperçut que le général Beauregard, qui commandait l'action, n'était plus au champ de bataille. Celui-ci s'était rendu à Valenciennes auprès de la municipalité, pour lui représenter que l'ennemi s'approchait vivement des redoutes de Marly, et qu'il craignait qu'on
ne pût tenir dans cette position. Il repartit ensuite, mais il n'alla pas plus loin que sur les glacis de la porte de Cardon.
En effet les troupes françaises, exténuées de lassitude et de fatigue, avaient eu des pertes considérables, et elles étaient sans chef et l'artillerie était presque toute démontée. La gauche de Marly, du côté du Roleur, venait de tomber au pouvoir de l'ennemi et les soldats français démoralisés et sans point de ralliement, suivant l'impulsion des premiers fuyards, se mettent à la débandade et courent se réfugier du côté de la porte Cardon, où ils rencontrent le général Beauregard qui se met à leur tète, et ils rentrent pêle-mêle dans la place. L'issue de la journée laissa le faubourg de Marly au pouvoir du vainqueur. Marly fut incendié de fond en comble, et une infinité d'habitants furent brûlés ou ensevelis sous les ruines de leurs maisons. Sur les 4 000 hommes, les pertes françaises étaient de 190 morts, 400 cents blessés et sur 25 pièces d'artillerie, 14 furent prises et les 11 autres plus ou moins endommagées.

## Le siège
Les 27, 28 et 29 mai furent employés à surveiller activement la continuation des travaux nécessaires à la sûreté de la place. Les réparations faites aux écluses et aux digues permettaient de faire progresser les rapidement les inondations.
Le capitaine Lauriston, promu au grade de lieutenant-colonel, fut déplacé de sa compagnie pour être spécialement chargé de faire mettre en état et en ordre ce qui concernait l'artillerie en général, soit en bouches à feu, soit en projectiles, soit en confection de gargousses, soit pour l'établissement des parcs, des batteries.
Le baron Leopold von Unterberger avait reçu l'ordre, le 27 mai, de se rendre auprès du prince de Cobourg établi en observation
devant notre armée du camp de Paillencourt, afin de concerter avec lui le plan de siège contre Valenciennes et d'en commencer les préparatifs. Avant de commencer un siège en règle, les Autrichiens ayant mis en batterie des pièces sur divers points du front
de Mons, lançaient déjà sur la ville quelques boulets auxquels les canonniers français s'empressèrent de riposter. Les assiégés s'imaginaient que, suivant les principes ordinaires de la guerre, l'ennemi commencerait par former le siège de la citadelle; mais ils ne se souvenaient pas qu'en septembre de l'année précédente, le duc de Saxe-Teschen avait fait impitoyablement bombarder la ville de Lille et que divers quartiers, notamment celui de Saint-Sauveur, devinrent le théâtre d'un vaste incendie. En effet, le duc d'York, en se déterminant à faire bombarder la ville de la même manière, comptait sur les individus contraires au parti de la Révolution. Il espérait que les habitants, effrayés des horreurs d'un bombardement, ne tarderaient pas à contraindre le général français à demander une capitulation.
Le dimanche 9 juin, les tranchées ennemies, leur prolongement et leurs communications réciproques, en particulier depuis Marly jusqu'à la rive droite du Bas-Escaut, étaient presque entièrement finies. Elle indiquait la résolution d'ouvrir le siège sur la partie de Mons.
Comme le major Unterberger savait que Valenciennes renfermait beaucoup de troupes et une nombreuse bourgeoisie, et qu'il n'y avait point de casemates à l'épreuve de la bombe, il conseilla au général Ferrari, commandant le siège, dans sa prochaine et subite attaque, de ne lancer pendant le jour que des boulets contre les batteries et pendant la nuit de faire servir deux batteries de mortiers, ainsi que deux autres de six pièces chacune à boulets rouges. De cette manière ils espéraient ne pas manquer d'incendier la ville et de consumer les vivres, en portant à la population les plus dures extrémités, afin de la voir forcée de capituler et de se rendre. Il proposait en même temps de faire tirer sur les écluses pour les rompre et faire écouler les eaux.
Les Autrichiens installèrent, à Anzin, des batteries armées de 14 mortiers, les Anglais installèrent 2 fortes batteries de canons et de mortiers à la Briquette.
Dans la nuit du 13 au 14 juin, l'ennemi renouvela le feu de sa grosse artillerie. Dans la journée, le duc d'York fit envoyer une nouvelle sommation de se rendre à la municipalité et au général commandant qui fut refusée. 
En réponse à ce refus, à 7 heures du soir, il fit ouvrir ensemble le feu de toutes ses batteries, celles de sa première parallèle, celles des quatorze mortiers établis dans Anzin et les environs, et de six autres mortiers placés sur la hauteur de la chaussée de Famars. Une grêle de projectiles tombèrent à la fois sur les ouvrages de la position de Mons et jetèrent l'effroi dans les quartiers de Tournai, de Notre-Dame, du Béguinage, de Cambrai. En moins de dix minutes, cinquante incendies embrasaient ces quartiers. Les positions ennemies d'Anzin et de la chaussée de Famars firent jouer, de cinq minutes en cinq minutes pendant toute la nuit, leurs mortiers, et firent éclater l'incendie de toutes parts.
Cette conduite anima sans doute les assiégés, qui résistèrent autant qu'il leur fut possible, mais, malgré leur opiniâtreté, il fallut céder.
Valenciennes capitula le 28 juillet, obtenant que les soldats défendant encore la ville puissent repartir libres. En contrepartie, l'état-major promit de ne plus s'attaquer aux armées étrangères.
Les alliés se rendirent maîtres d'un monceau de ruines sous lesquelles on avait peine à reconnaître Valenciennes.
Une partie des troupes rescapées fut envoyée en renfort au siège de Lyon.